# Namco Arcade Stick

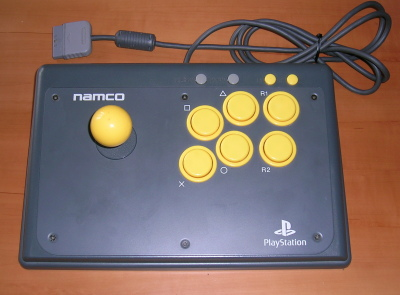
Namco Arcade Stick (1996 PlayStation peripheral - SLEH-0004)

Il Namco Arcade Joystick è una periferica Sony PlayStation realizzato dalla Namco, nota casa produttrice di picchiaduro.
È probabilmente il sistema joystick che ha avuto più successo tra le periferiche ufficiali.

## Caratteristiche
È composto da un joystick giallo ad alta precisione inserito in un solido astuccio di metallo (studiato per resistere ai colpi più violenti), 6 grandi tasti gialli (che rappresentano quadrato, cerchio, triangolo, x, R1, R2), e quattro tasti rotondi per select, start, L1 e L2.

## Usabilità
Molto adatto per giochi picchiaduro come la serie Tekken, riproduce in casa vostra l'effetto sala giochi.